# Paulogramma peristera
Paulogramma peristera är en fjärilsart som beskrevs av William Chapman Hewitson 1853. Paulogramma peristera ingår i släktet Paulogramma och familjen praktfjärilar. Inga underarter finns listade i Catalogue of Life.